# Ельчин Сангу
Ельчѝн Сангу́ (тур. Elçin Sangu; народ. 13 серпня 1985 року, Ізмір) — турецька актриса і модель.

## Біографія
Ельчин народилася 13 серпня 1985 року в Ізмірі; має черкеське походження. Навчалася в коледжі при університеті Мерсіна на відділенні опери, потім в 2006 році вона стала степендіатом факультету образотворчих мистецтв університету Єдітепе. Після закінчення театральної школи Ельчин стала зніматися в серіалах, першим з них став «Безцінний час». Потім Сангу зіграла Нехір в серіалі «Який розмір носить кохання?» та Еду в серіалі «Історія одного кохання». Потім знімалася в серіалах «Курт Сеіт та Шура» та «Поборений коханням». В 2015 році Ельчин отримала головну роль в серіалі каналу Star TV «Кохання напрокат», а в 2017 році — головну роль у фільмі «Час щастя».

## Фільмографія
| Рік       |   | Українська назва            | Оригінальна назва       | Роль       |
| --------- | - | --------------------------- | ----------------------- | ---------- |
| 2009      | ф | Начальниця Фатіма           | Fatima Ağa              | Гюльсюм    |
| 2011      | ф | Безцінний час               | Öyle Bir Geçer Zaman ki | Жале       |
| 2012—2013 | с | Який розмір носить кохання? | Aşk Kaç Beden Giyer     | Нехір      |
| 2013—2014 | с | Історія одного кохання      | Bir Aşk Hikayesi        | Еда Чаглар |
| 2014      | ф | Курт Сеіт та Шура           | Kurt Seyit ve Şura      | Гюзіде     |
| 2015      | ф | Поборений коханням          | Sevdam Alabora          | Зейнеп     |
| 2015—2017 | с | Кохання напрокат            | Kiralık Aşk             | Дефне      |
| 2017      | ф | Час щастя                   | Mutluluk Zamanı         | Ада        |
| 2018—2019 | с | -                           | Çarpışma                | Зейнеп     |
| 2018      | с | -                           | Yaşamayanlar            | Міа        |
| 2020      | с | -                           | İyi Günde Kötü Günde    | Лейла      |
| 2020      | ф | -                           | 9 Kere Leyla            | Нергіс     |
| 2021      | с | -                           | Yalancılar ve Mumları   | Джейда     |
| 2022      | с | Круп'є                      | Çöp Adam                | Пері       |

## Нагороди та номінації
| Рік  | Нагорода                                       | Категорія                                  | Робота           | Підсумок  |
| ---- | ---------------------------------------------- | ------------------------------------------ | ---------------- | --------- |
| 2015 | Cypaparazzi Ödülleri                           | Актор/актриса, здійснивший творчий стрибок | Кохання напрокат | Перемога  |
| 2015 | Премія «Кришталева миша»                       | Найкраща актриса                           | Кохання напрокат | Номінація |
| 2015 | Премія «Золотий метелик»                       | Найкраща екранна пара (Дефне-Омер)         | Кохання напрокат | Перемога  |
| 2015 | İTÜ İşletme Mühendisliği Sosyal Medya Ödülleri | Найкраща актриса серіалу                   | Кохання напрокат | Перемога  |
| 2016 | YTÜ Yılın Yıldızları Ödülleri                  | Найкраща актриса серіалу                   | Кохання напрокат | Перемога  |
| 2016 | Elele Avon Kadın Ödülleri                      | Актриса року                               | Кохання напрокат | Номінація |
| 2016 | İTÜ EMÖS Başarı Ödülleri                       | Актриса року (серіал)                      | Кохання напрокат | Номінація |
| 2016 | Молодіжна премія Туреччини                     | Найкраща актриса серіалу                   | Кохання напрокат | Номінація |
| 2016 | KTÜ Medya Ödülleri                             | Найкраща актриса                           | Кохання напрокат | Номінація |